# Gruppo di NGC 5813
Il Gruppo NGC 5813 è un piccolo gruppo di galassie situato in direzione della costellazione della Vergine alla distanza dalla Terra di 105 milioni di anni luce.
Al centro gravitazionale del gruppo si trova NGC 5813, una galassia ellittica da cui il gruppo prende il nome. 
Chandra ne ha effettuato un periodo di osservazione di una settimana ottenendo immagini nella banda dei raggi X, combinate con altre immagini in luce visibile precedentemente acquisite.
Il risultato mostra la galassia NGC 5813 avvolta da una nube di gas caldo a milioni di gradi di temperatura, che presenta diverse cavità. Quest'ultima caratteristica è il risultato di eruzioni che partono dal buco nero supermassiccio al centro della galassia, i cui due potenti getti vengono emessi dai poli nelle direzioni opposte a velocità relativistiche (è stata calcolata una velocità di 258.000 km/sec). I due getti interferiscono con il suddetto gas creando un'onda d'urto che lo allontana, generando così le cavità osservate e impedendo la formazione di nuove stelle.
In tutto sono state rilevate tre coppie di cavità che sono quindi il risultato di tre distinte eruzioni dal buco nero supermassiccio di NGC 5813, di cui due più antiche (90 e 20 milioni di anni fa) ed una recente (3 milioni di anni fa). L'energia necessaria a generare queste coppie di cavità risulta la medesima e i dati conducono a concludere che l'ultima eruzione è ancora in corso.

## Galleria d'immagini

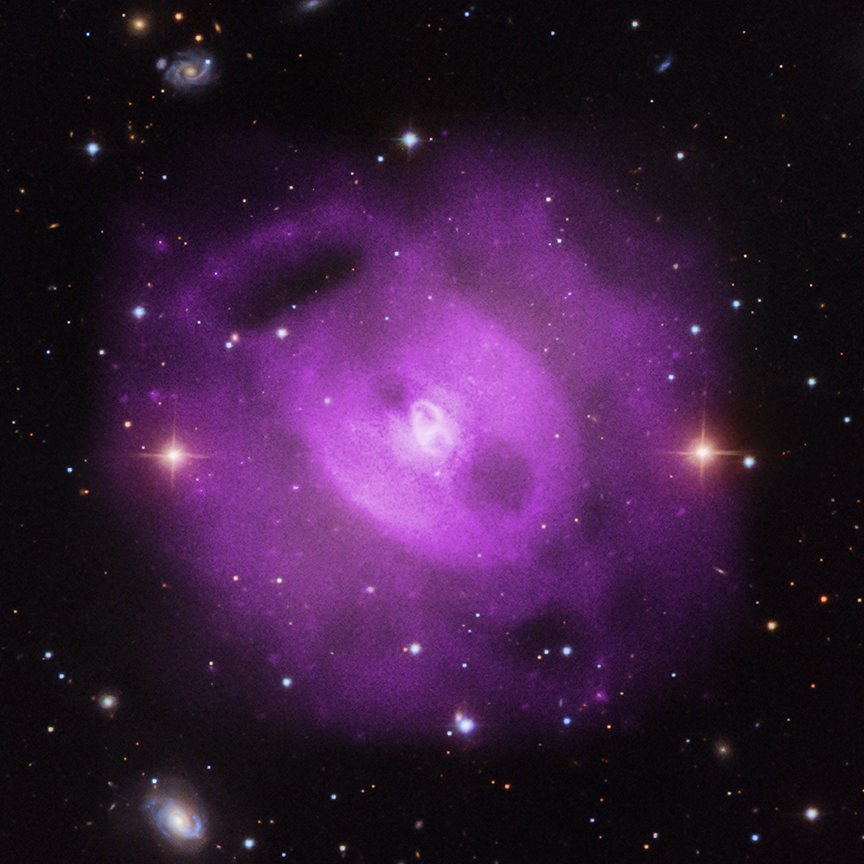
NGC 5813 - Immagine composita (Raggi X/Ottica)
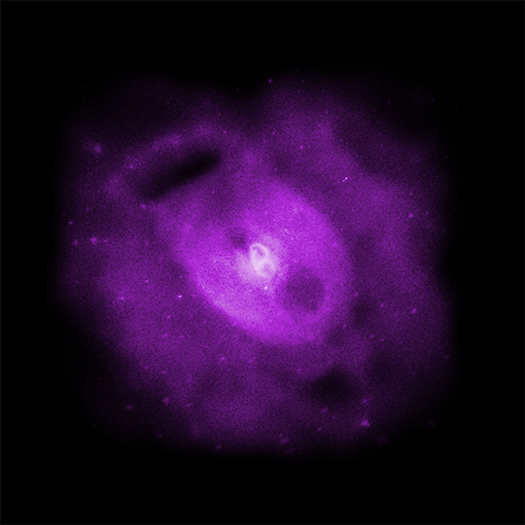
NGC 5813 (Raggi X)
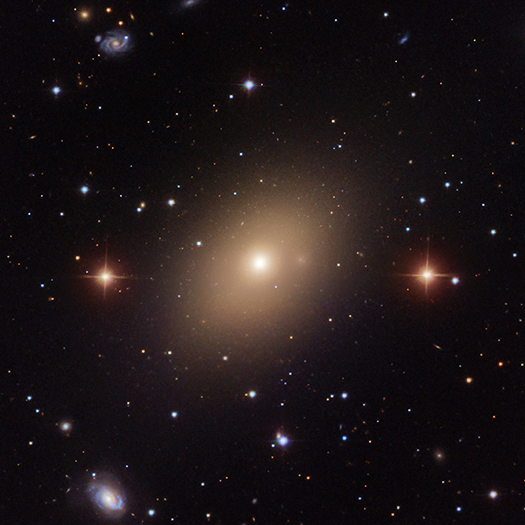
NGC 5813 (Ottica)
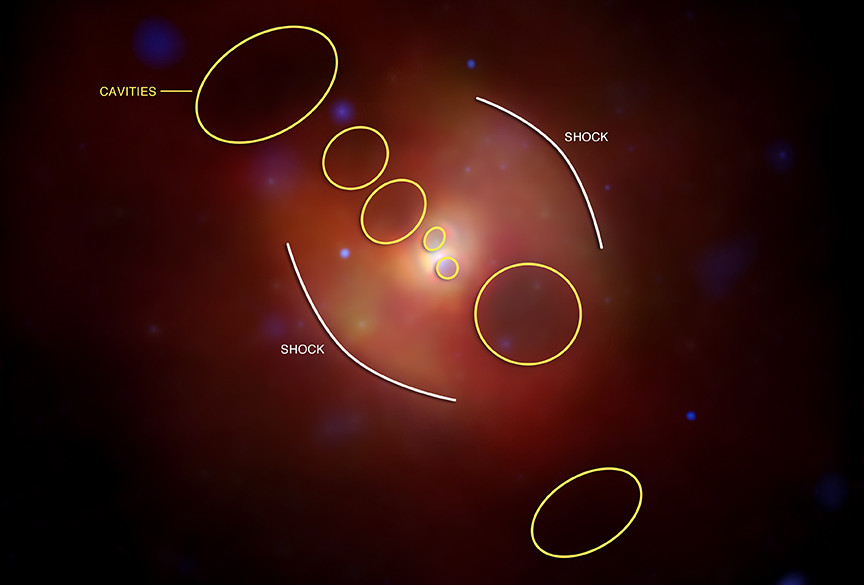
NGC 5813 - Immagine composita con legenda